# Märta Alexanderson
Märta Ruth Alexanderson, född 1 september 1895 i Mjölby socken, Östergötlands län, död 12 februari 1978 i Västerleds församling, Stockholm, var en svensk målare, tecknare och textilkonstnär. Märta Alexanderson var syster till konstnärerna Carl Josef Alexanderson och Gustav Alexanderson.
Märta Alexanderson bedrev studier vid Högre konstindustriella skolan i Stockholm 1918–1921, Efter studierna genomförde hon studieresor till Danmark, Norge, Tyskland och Österrike. Hon var anställd som textilkonstnär vid Handarbetets Vänner i Stockholm 1926–1931. Hon debuterade i utställningen med de Nio Unga på Liljevalchs 1926, varefter följde utställningar i Paris, Basel, New York, Chicago, London och Amsterdam med flera städer. Tillsammans med sina bröder genomförde hon en utställning på Konstnärshuset 1938.
Bland hennes större arbeten märks flossamattor utförda 1928 till Svenska Amerikalinjens Kungsholm. Som konstnär målade hon fantasimotiv och landskap i olja och akvarell samt arbetade med textilier för kyrkligt bruk.
Märta Alexanderson är begravd på Södertälje kyrkogård.